# ينس براندنبيرغ
ينس براندنبيرغ هو سياسي ألماني، ولد في 8 مارس 1986 في Simmerath ‏ في ألمانيا. نشط حزبياً في الحزب الديمقراطي الحر. في الانتخابات الفيدرالية الألمانية 2017، انتخب عضو في البوندستاغ الألماني عن دائرة Rhein-Neckar (electoral district) ‏ وقد انضم خلال البوندستاغ الألماني التاسع عشر (24 أكتوبر 2017 – ) للكتلة البرلمانية جماعة الديمقراطيين الأحرار ‏.